# Ruhender Verkehr

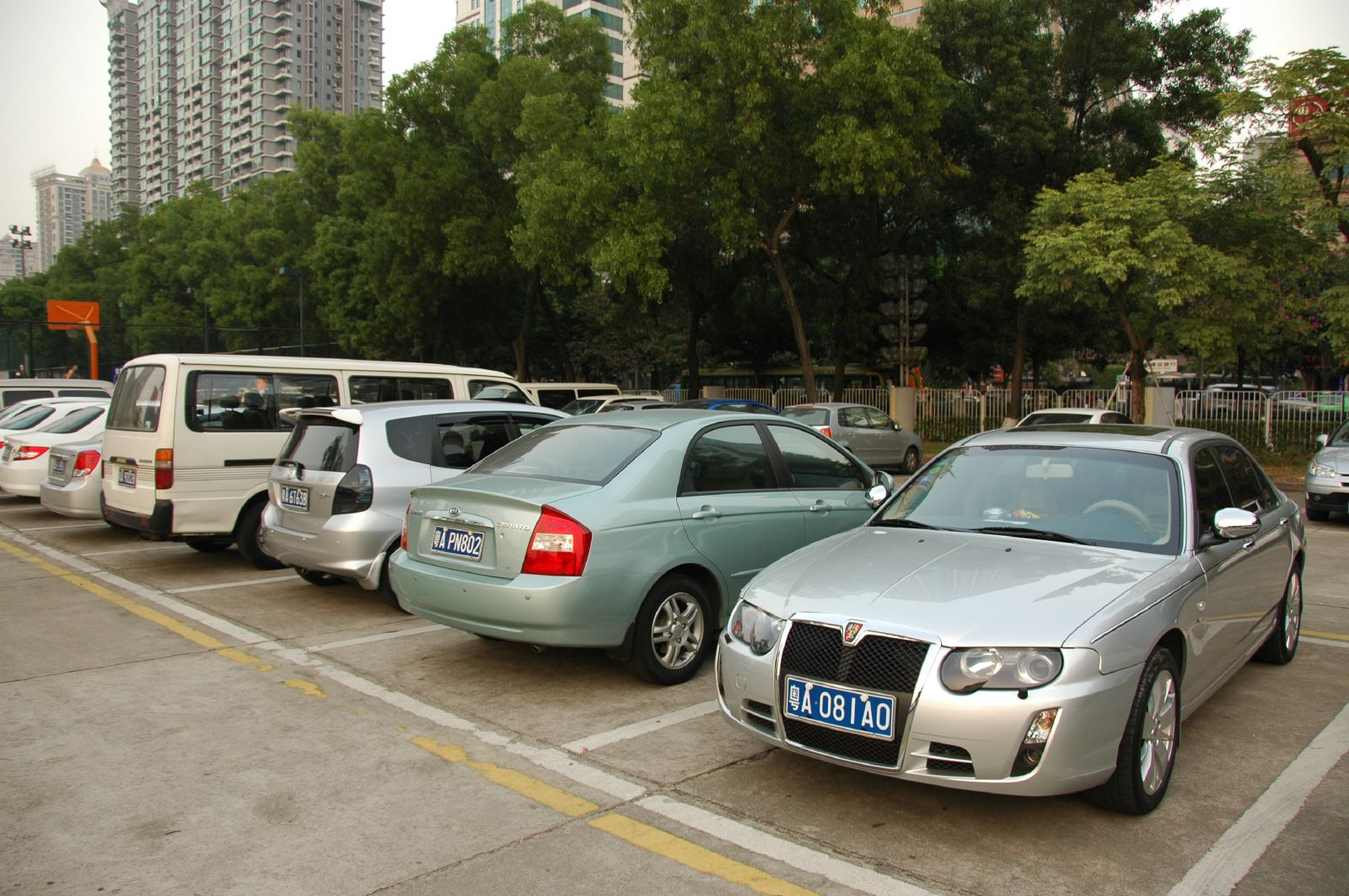
Geparkte Fahrzeuge zählen als „ruhender Verkehr“

Als ruhender Verkehr werden geparkte bzw. haltende Fahrzeuge im öffentlichen Straßenverkehr bezeichnet – im Gegensatz zum „fließenden Verkehr“, der auch den „Stau“ beinhaltet.
In den Straßenbaurichtlinien werden Flächen und Einrichtungen, die dem Abstellen von Fahrzeugen dienen, als Anlagen des ruhenden Verkehrs bezeichnet: Dazu zählen Parkflächen im öffentlichen Straßenraum, allgemein zugängliche Parkplätze, Parkbauten wie Parkhäuser und Garagen oder Fahrradstationen für Fahrräder, sowie private Abstellflächen. Die Gesamtheit der verfügbaren Flächen für den ruhenden Verkehr wird Parkraum genannt.
Da sich Verkehr als zielgerichtete Bewegung von Menschen oder Gütern definiert, kann man spitzfindig betrachtet den ruhenden Verkehr als ein Oxymoron auffassen. Inhaltlich wird mit "Verkehr" vielmehr auf die ruhenden Verkehrsfahrzeuge Bezug genommen.